# Манзіні (місто)
Манзі́ні — найбільше місто Есватіні. Розташоване в центральній частині країни на південний схід від Мбабане і є центром однойменного району. Також є найбільшим промисловим центром країни.

## Історія
Місто було британсько-бурською колоніальною штаб-квартирою до 1890 року, але зруйноване 1902 року у результаті англо-бурської війни, коли адміністративний центр перенесли в Мбабане. До 1960 року місто називалось Бремерсдорп.

## Населення
Населення міста складається переважно з представників народу Свазі.
Населення міста:
- 1986 рік — 46 058 осіб
- 1997 рік — 78 734 осіб
- 2010 рік — 94 874 осіб

## Економіка

### Торгівля
У Манзіні, як в Мбабане чимало місцевих ринків, найбільші з яких розташовані на розі Мхлакуване і Манчішане. На більшості ринків Манзіні торгують фруктами та овочами, різним домашнім начинням і традиційними засобами для лікування, а також ремісничими виробами ручної роботи, відомої в Есватіні. Список товарів великий, але найважливіші з них — традиційні гончарні вироби та дерев'яні елементи ручної різьби, намиста і вироби з бісеру, батік і традиційний одяг, шкіряні вироби і корзини. Також можна придбати популярні Ludzino — чорні глиняні горщики, часто використовувані для зберігання і пиття води або пива.
На північ від ринків, на вулиці Нгване знаходиться Бхуні — один з новітніх міських молів. На південь від ринку перебуває Hub — супермаркет з декількома ресторанами.

### Транспорт
У місті є аеропорт «Матшафа».

## Культура

### Визначні пам'ятки
Найвизначніша пам'ятка міста — справжня католицька місія — мурована будівля, розташована навпроти нового кафедрального собору на Сандлайн-стріт.

### Музика
У Манзіні знаходиться музична школа Nazarene High School, яка має успішну хорову групу.

## Спорт
- Стадіон «Трейд Фейр Граунд» (Mavuso Sports Centre) з футбольним полем, вміщує 5 000 глядачів[4].

## Міста-побратими
- Іспанія, Рамалес-де-ла-Вікторіа, Кантабрія
- Велика Британія, Кейглі, Західний Йоркшир